# Sophora mangarevaensis
Sophora mangarevaensis är en ärtväxtart som beskrevs av Harold St.John. Sophora mangarevaensis ingår i släktet soforor, och familjen ärtväxter. Inga underarter finns listade i Catalogue of Life.